# 臺北美軍招待所

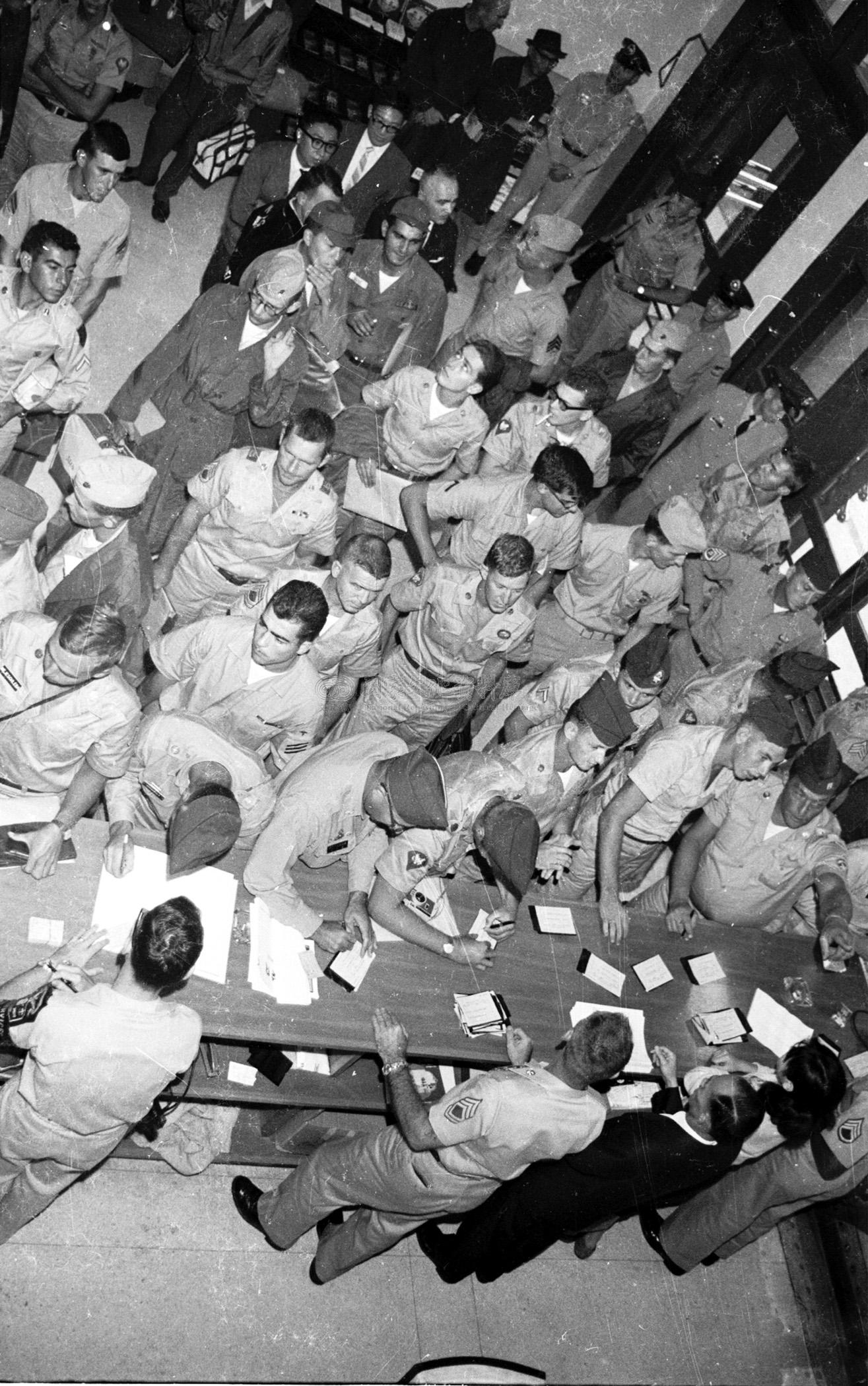
在台北美軍招待所辦理手續的美軍（攝於1965年11月25日）

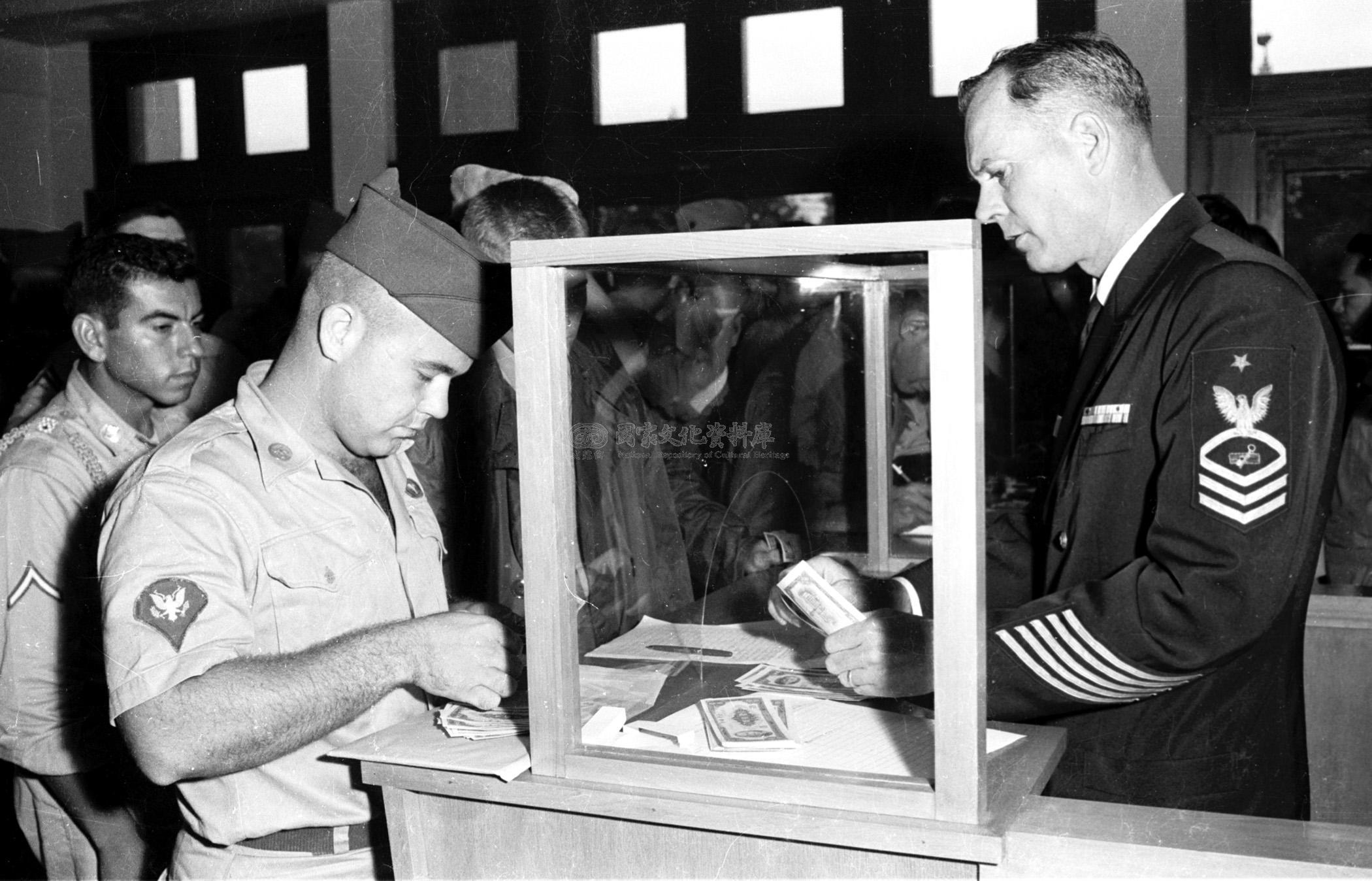
在台北美軍第一招待所換錢的美軍士兵（攝於1965年11月25日）

25°04′39″N 121°31′40″E / 25.0775766°N 121.5279155°E
台北美軍招待所又稱聯勤台北第一美軍招待所，是成立於1963年8月26日、供駐台美軍使用的宿舍設施，後於1965年至1972年越戰期間，成為招待數十萬駐越美軍休息復原計畫(R&R)的休假場所，該招待所設置於美軍顧問團基地內。美軍顧問團於1951年設置於台北市中山北路、民族西路交叉處(圓山棒球場)，廣達數公頃的台北美軍總部勤管司令部（Headquarters Support Activity, Taipei，縮寫）營區。

## 背景
1950年6月25日，韓戰爆發，美國決定重新資助及協防在台灣的中華民國政府。而美軍顧問團正是美國軍事援助的一部份，該團的正式名稱為「美國軍事援助技術團」（Military Assistance and Advisory Group）。
1965年3月，美軍在越南峴港登陸，把越戰升級為以美軍為主的局部戰爭。美國政府為了數十萬美軍的休假事宜，除了在越南南部各地興建多數美軍招待所外，也於越南境外興蓋同類型功能的招待所。因此，美軍顧問團亦於該年分別於台北、台中、屏東等地興建美軍招待所，作為駐越美軍的渡假場所。

## 簡介
包含台北美軍招待所在內，美國顧問團總共在台灣設立數處美軍招待所，來因應越戰的美國官兵渡假事項。較著名的美軍招待所還有墾丁美軍招待所、清泉崗美軍招待所等等。這些招待所於營運時期，是越戰時期在越美軍最喜歡的渡假場所之一。其受歡迎原因不外乎台灣物價低廉、治安良好、人民對美軍十分友善等。因此，據統計，50萬越戰官兵中有超過21萬人曾來過台灣，數年間的直接消費金額高達5,280萬美元。

## 撤除

美軍俱樂部的後繼組織－台北市美僑協會（American Club Taipei）於1980年遷往圓山大飯店側下方北安路47號現址

1968年5月，越南民主共和国与美国在巴黎开始举行会谈。駐越美軍開始漸次撤退。1972年4月12日，美國宣佈美軍官兵停止來台渡假的招待事宜，台北美軍招待所自此形同閒置，惟仍由美軍顧問團所有。
1980年1月1日，臺北美軍招待所所屬人員隨美國與中華民國正式斷交而返回美國。之後，該招待所連同美軍顧問團及美國海軍超市（Naval Commissary）等美軍所屬建築及營地由中華民國國防部與台北市政府接收。1980年代中期，美軍招待所東側大多建築物經過整建成為中華民國憲兵司令部，西側的活動空地則於1990年代成為中山美術公園及中山足球場的一部份。

## 影響
美軍於台灣設置的美軍招待所，以台北美軍招待所其交通最為方便，也較具都會氣息所以成為越戰參戰美軍於休假期間的渡假聖地。1965年起，台北美軍基地的附近商圈與街道，諸如晴光市場、農安街、雙城街、德惠街、吉林路、林森北路北段，不但包含舶來品、餐廳、精品等等商店林立，更出現了當時台北市其他地方沒有的酒吧與酒店；短時間內，該區域生活方式充滿濃濃美國味。
另外一方面，正因美軍帶來的商業契機，也於該地產生某些社會問題，例如大量未婚生子的混血兒出現與治安問題惡化。除此，最嚴重的是，該地區於那時期迅速增加以夜生活為主的八大行業。1972年後，駐越美軍雖停止在台休假，這些俗稱八大行業的許多聲色場所仍繼續存在，並延續至今。